# Majtek
Majtek – marynarz wykonujący proste prace związane z żeglugą i utrzymywaniem porządku na statku. Majtka nazywano także chłopcem okrętowym albo pokładowym. Majtek spełniał najrozmaitsze posługi: mógł szorować pokład, klarować liny, pomagać kukowi czy przenosić wiadomości.

## Etymologia
Słowo „majtek” stanowi zlepek kilku wyrazów luźno związanych z marynarzami: matelot (fr.) – marynarz, maat lub maatje (hol.) – kumpel, towarzysz. Majtkami (albo, w dłuższej wersji, marynałami) nazywano w Polsce krótkie spodnie, które nosili marynarze.